# Podpora pozitivního chování
Podpora pozitivního chování (anglicky Positive behavior support, zkráceně PBS) je jedním z nejrozšířenějších nástrojů rozvoje dovedností a zmírnění problémového chování (nejen) ve školách. Čerpá z principů a technik aplikované behaviorální analýzy (ABA), mezi něž spadá také funkční hodnocení chování (functional behavior assessment - FBA), které je pilířem PBS. Funkční hodnocení chování umožňuje rozpoznat, proč dochází k problémovému chování, a jak jej nahradit více funkčním a společensky přijatelným chováním.
Základním předpokladem je, že se problémové chování vyskytuje, protože plní určitý účel a naplňuje některé lidské potřeby. Zároveň je problémové chování udržováno (mnohdy nevědomě) okolím, jelikož díky němu získá daný jedinec přístup k žádoucí věci, pozornosti či aktivitě. Tento proces se odborně podle behaviorálních přístupů nazývá posilování chování. K posilování problémového chování zpravidla dochází po dlouhou dobu, v některých případech po celý život člověka. Problémové chování je tedy naučené. Z tohoto důvodu je změna problémové chování náročný proces, který vyžaduje hluboké porozumění teorii behaviorismu a aplikovaným behaviorálním vědám a současně odbornou kvalifikaci profesionála, který FBA a další behaviorální techniky provádí. 
FBA zkoumá prostředí a okolnosti výskytu problémového chování. Zjišťuje, proč k problémovému chování dochází a co jej udržuje, neboli posiluje. Pro potvrzení hypotézy o příčině problémového chování se provádí sběr dat před a po zavedení intervence. Intervence spočívá ve stanovení individualizovaných cílů pro:
1. zmírnění projevů problémového chování
2. nahrazení problémového chování vhodnějším funkčním chováním za použití principů posilování a dalších behaviorálních principů.

Po stanovení cílů, funkčním hodnocení a započetí intervence následuje průběžné monitorování za pomocí sběru dat o chování. Pokud je PBS použita správně, tedy provádí kontinuální sběr dat a  staví na ověřených teoriích a výzkumu, můžeme ji označit za evidence-based přístup, neboli na důkazech založený přístup.
Změna v chování nastane v případě, že místo problémového chování bude posilováno vhodné, funkční chování, např. akademické, sebeobslužné, a kognitivní dovednosti, soběstačnost, komunikace a tzv. měkké dovednosti. Bez odborných znalostí a know-how však není možné změnu chování provést, a při neodborném zavedení zmíněných technik může dojít i k prohloubení problémového chování a dalším negativním jevům.

## Funkční hodnocení chování
Funkční hodnocení chování tvoří základ přístupu PBS. Tento nástroj byl vyvinut v rámci aplikované behaviorální analýzy a od počátku svého vzniku prošel několika revizemi. Základní prvky funkčního hodnocení však zůstávají stejné a mohou být využity v různých odvětvích behaviorálních věd. Funkční hodnocení však nalezlo významné uplatnění ve vzdělávání a behaviorální péči jako účinný nástroj pro změnu problémového chování a základ intervence. PBS rozlišuje jednoduché a komplexní funkční hodnocení a funkční analýzu chování, dle toho zda zahrnuje:
1. rozhovory – s rodiči/učiteli/terapeuty
2. přímé pozorování studenta (osoby s problémovým chováním) a analýzu dokumentů – školní, lékařské, psychologické zprávy, aj.
3. funkční analýzu chování – experimentální design, kdy se testují hypotézy o problémovém chování.[5]

V rámci funkčního hodnocení se zkoumá, co problémovému chování předchází a co po něm následuje. Všechny vlivy prostředí i samotné chování je nutné objektivně a měřitelně popsat, aby byl sběr dat proveditelný a výsledky funkčního hodnocení validní. Díky identifikaci okolností, které problémovému chování předchází, lze předpovědět, kdy pravděpodobně problémové chování nastane. Díky analýze okolností, které následují po problémovém chování, lze určit, jakou plní problémové chování funkci, jinými slovy jaké naplňuje potřeby jedince. Díky tomuto postupu je možné navrhnout individualizovanou a efektivní intervenci a funkční cíle behaviorálního plánu podpory, které odpovídají potřebám daného jednotlivce. Funkční hodnocení lze provést u všech studentů/osob s problémy v chování.

## Intervence
Intervence, neboli behaviorální plán podpory, se odvíjí od výsledků funkčního hodnocení. Alternativní vhodné chování, které má nahradit problémové chování, musí splňovat stejnou funkci, jinak řečeno, naplňovat stejné potřeby jedince. Podle toho, o jakou funkci se jedná, bude zvoleno adekvátní alternativní chování. Ku příkladu pokud je funkcí získání pozornosti od vrstevníků nebo dospělé osoby, učí se student žádat o pozornost přiměřeným způsobem místo problémovým chováním.
V rámci intervence je kladen důraz na posílení vhodného chování za pomocí různých strategií a behaviorálních technik. Pro tento účel je vždy důležité vědět, o co má student zájem. Kromě naučení vhodného chování je však klíčové zaměřit se v rámci PBS také na okolnosti předcházející problémovému chování, odborně se na poli behaviorálních věd těmto okolnostem říká antecedenty. Díky funkčnímu hodnocení budou antecedenty patrné a bude tedy možné problémovému chování v mnoha případech předejít ještě dříve, než nastane. 
Mezi různé strategie, které PBS využívá, patří:
- nácvik dovedností a vhodného alternativního chování,
- posilování vhodného chování,
- relaxační metody,
- poskytnutí pozornosti a žádoucích věcí a aktivit studentovi dříve, než se problémové chování objeví,
- hraní rolí,
- úprava prostředí a okolností, za kterých k problémovému chování dochází,
- úprava očekávaných výstupů studenta.